# Wójtowice (województwo dolnośląskie)

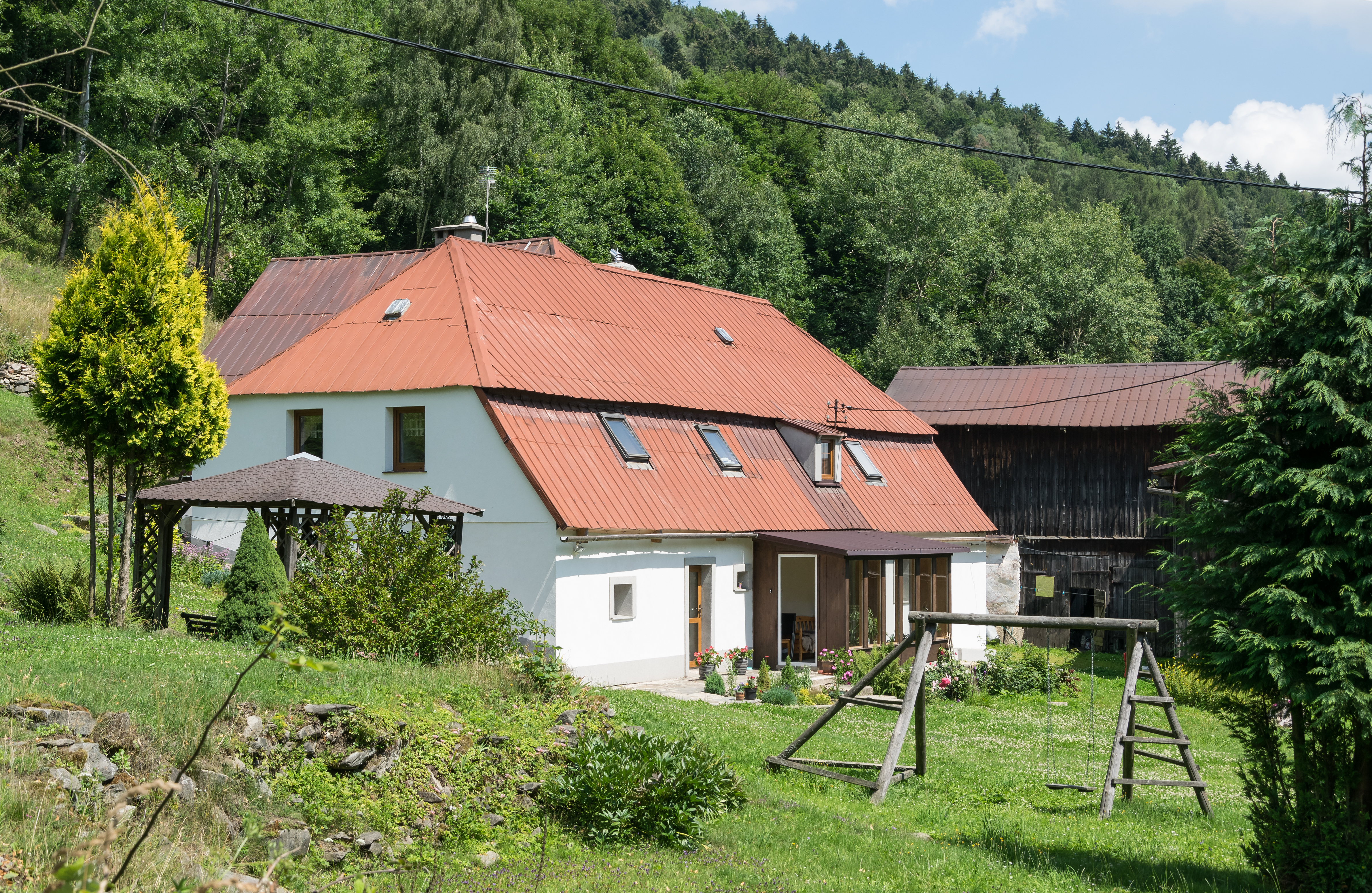
Dom nr 16 w Wójtowicach

Wójtowice (niem. Voigtsdorf b. Habelschwerdt) – wieś w Polsce położona w województwie dolnośląskim, w powiecie kłodzkim, w gminie Bystrzyca Kłodzka.

## Położenie
Wójtowice to wieś łańcuchowa leżąca na wschodnim stoku Górach Bystrzyckich, na zachód od Bystrzycy Kłodzkiej, na wysokości około 435–720 m n.p.m. Przez miejscowość przepływa niewielka rzeka Bystrzyca Łomnicka, dopływ Nysy Kłodzkiej.

## Historia
Pierwsza wzmianka o Wójtowicach pochodzi z 1357 roku, ale przypuszczalnie miejscowość istniała już w roku 1318. Do końca XV wieku wieś była własnością wójta Bystrzycy, potem została włączona do królewszczyzny. W XVIII wieku w górnej części Wójtowic powstało wolne sołectwo. W 1840 roku były tu: cztery młyny wodne, tartak, olejarnia, gorzelnia i szesnaście warsztatów rzemieślniczych (w tym osiem tkackich). W drugiej połowie XIX wieku w miejscowości powstały dwie gospody do obsługi turystów i pielgrzymów, w jednej z nich znajduje się obecnie ośrodek wypoczynkowy „Pod Dębem”. W obu gospodach były łącznie 33 miejsca noclegowe. W roku 1882 wieś została dotknięta katastrofalną ulewą i gradobiciem, w wyniku których zostały całkowicie zniszczone dwa budynki, kilkanaście innych zostało uszkodzonych i zginęło kilka osób. Po 1945 roku Wójtowice pozostały wsią rolniczą, zanikła natomiast funkcja letniskowa. W 1970 roku było tu 36 gospodarstw rolnych.
W latach 1975–1998 miejscowość należała administracyjnie do województwa wałbrzyskiego.

## Zabytki
Do wojewódzkiego rejestru zabytków wpisane są:
- kościół św. Marii Magdaleny parafialny, wzniesiony w roku 1870[7] 1824, najprawdopodobniej na podstawie projektu Schinkla[1]. Trójnawowy, orientowany, z wyposażeniem z lat 1832-1873[8].
- kolumna maryjna (Immaculata), obok domu nr 7, kamienna, z 1803 r., nr rej.: B/1372 z 5.05. 2006
- grupa rzeźbiarska Ukrzyżowanie, na działce nr 11, kamienna, z 1810 r., nr rej.: B/1928

Inne zabytki:
- górska kaplica Maryi Wspomożycielki w Wójtowicach (niem. Maria-Hilf-Kapelle, Schneider-Kapelle, Schneiderkirchlein, Kościółek Krawca) wybudowana w 1862 z fundacji Franciszka Prausego, rozbudowana w 1877; położona w Górnych Wójtowicach, 1,5 km na południe od Wójtowskiej Równi i Fortu Wilhelma, na wysokości około 720 m n.p.m. (50.315322 N, 16.542081 E); przy kaplicy znajdują się zniszczone stacje kalwarii[9][1]
- zespół zabudowań dworu wolnych sołtysów z XVII w., rozlokowanych wokół brukowanego dziedzińca[6].
- kolumna maryjna z 1803 roku, stojąca przy domu nr 9 i kilka krzyży przydrożnych[10].